# Tirawa (krater)
Tirawa är en nedslagskrater på Saturnus månen Rhea som är 360 kilometer i diameter.
Kratern är uppkallad efter guden Tirawa.